# جون باتريك فيتزجيرالد
جون باتريك فيتزجيرالد (بالإنجليزية: John Patrick Fitzgerald)‏ هو طبيب نيوزيلندي، ولد في 1815، وتوفي في 8 يناير 1897.